# Noto (provincie)

Kaart met de voormalige Japanse provincies (1868) met Noto in het rood

Noto (Japans: 能登国, Noto no kuni) was een provincie van Japan in het gebied van de huidige prefectuur Ishikawa. Noto lag naast de provincies Etchū en Kaga. In 1872 werd Noto met de provincie Kaga samengevoegd tot de prefectuur Ishikawa.
Nanao was de oude hoofdstad en tevens de plaats waar het belangrijkste kasteel van de provincie Noto zich bevond.
Het merendeel van de Sengoku-periode werd Noto door een zijlijn van de Maeda-clan uit Kaga geregeerd.
Aki · Awa (Kanto) · Awa (Shikoku) · Awaji · Bingo · Bitchu · Bizen · Bungo · Buzen · Chikugo · Chikuzen · Chishima · Dewa · Echigo · Echizen · Etchu · Fusa · Harima · Hi · Hida · Hidaka · Higo · Hitachi · Hizen · Hoki · Hyuga · Iburi · Iga · Iki · Inaba · Ise · Ishikari · Iwaki (718) · Iwaki (1868) · Iwami · Iwase · Iwashiro · Iyo · Izu · Izumi · Izumo · Kaga · Kai · Kawachi · Kazusa · Keno · Kibi · Kii · Kitami · Koshi · Kozuke · Kushiro · Mikawa · Mimasaka · Mino · Musashi · Mutsu · Nagato · Nemuro · Noto · Oki · Omi · Oshima · Osumi · Owari · Rikuchu · Rikuzen · Riukiu · Sado · Sagami · Sanuki · Satsuma · Settsu · Shima · Shimōsa · Shimotsuke · Shinano · Shiribeshi · Suo · Suruga · Suwa · Tajima · Tamba · Tane · Tango · Teshio · Tokachi · Tosa · Totomi · Toyo · Tsukushi · Tsushima · Ugo · Uzen · Wakasa · Yamashiro · Yamato · Yoshino